# Grünalmkogel
Der Grünalmkogel ist mit 1821 m ü. A. der höchste Berg im westlichen Höllengebirge und des Bezirks Vöcklabruck in Oberösterreich. Die fast 500 Meter hohe Nordwestflanke fällt zum Pfaffengraben hinab. Die Nordostwand überragt die Langbathseen um mehr als 1000 Meter. Der aussichtsreiche Gipfel wird meist im Zuge einer Überschreitung des Höllengebirges besucht.

## Anstiege
- Vom Hochleckenhaus auf markiertem Weg 820 über das Plateau, Gehzeit: etwa 2,5 bis 3 Stunden
- Von der Rieder Hütte auf markiertem Weg 820 über das Plateau, Gehzeit: etwa 2,5 bis 3 Stunden